# Franz von Morgenstern

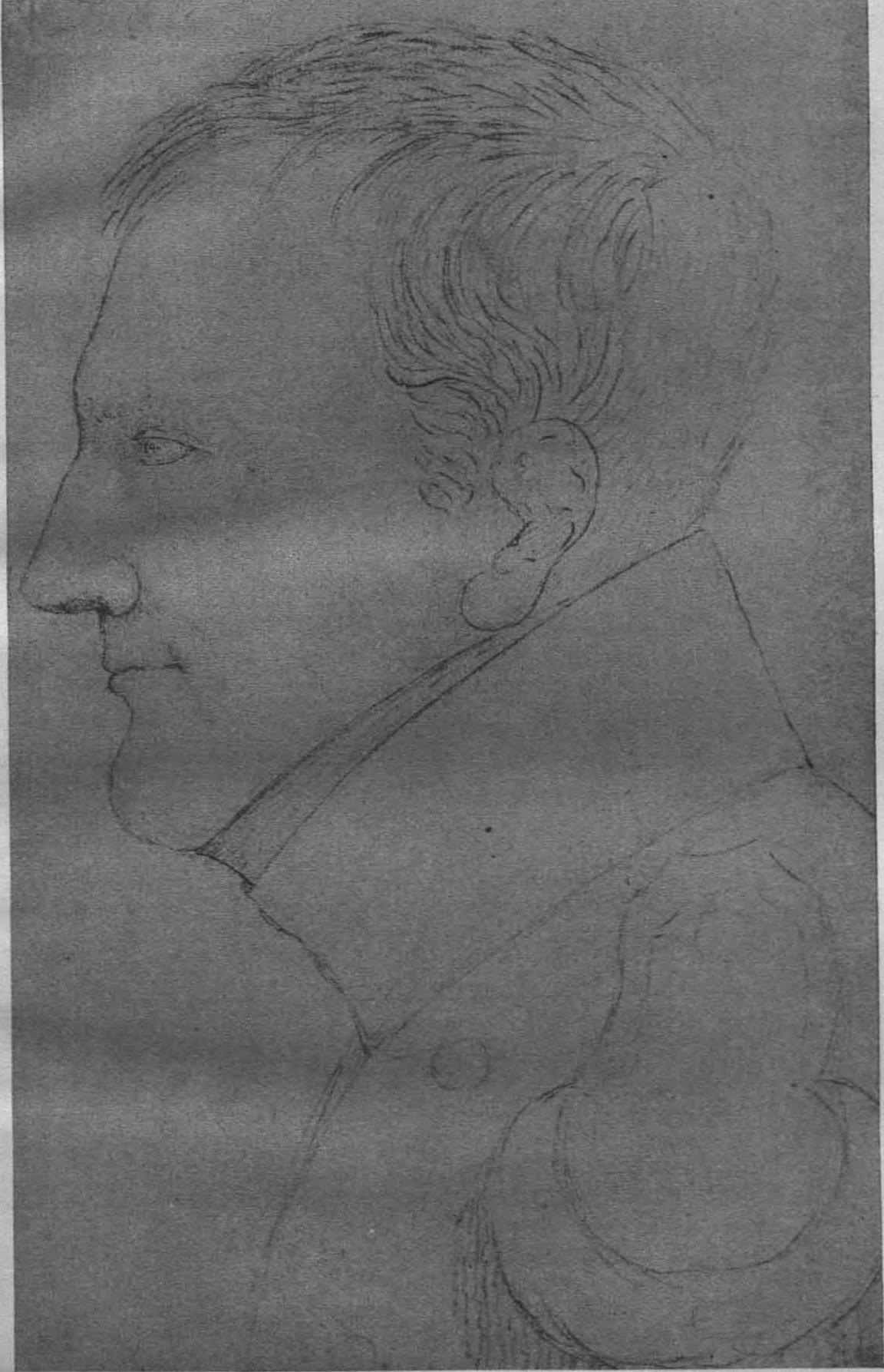
Franz Morgenstern 1837 (Bleistiftzeichnung von Rudolf von Veltheim, während des ersten außerordentlichen Landtags zu Braunschweig)

Franz von Morgenstern (auch: Julius Christian Franz Morgenstern; geboren 11. Dezember 1787 in Uslar; gestorben 6. Dezember 1869 in Bad Harzburg) war ein deutscher Offizier, Landtagsabgeordneter, Minister für Kriegswesen in Herzogtum Braunschweig und Militärschriftsteller. Er kämpfte in den Koalitions- und Befreiungskriegen und leitete als Direktor das Kriegskollegium.

## Leben

### Familie
Franz Morgenstern war der Sohn des in Hameln geborenen Carl Friedrich Morgenstern (* 1736; † 18. April 1789 in Uslar) und der Theresia Christine Schönhut († 1833), schließlich Neffe des ebenfalls in Hameln geborenen Johann Carl Morgenstern (1739–1787). Vater und Onkel nahmen als Offiziere im Braunschweiger Kontingent unter General Riedesel am nordamerikanischen Unabhängigkeitskrieg teil. Morgensterns älterer Bruder, Friedrich Morgenstern (1786–1855), beschloss eine Laufbahn als Major. Seine Nichte Auguste von Morgenstern († nach 1869) war von 1840 bis 1847 mit Wolfgang Robert Griepenkerl vermählt, den er eine Zeit lang alimentierte. Morgensterns Schicksal und Werdegang ist eng mit dem seines Bruders verknüpft. Er selbst blieb unvermählt.

### Laufbahn
Morgensterns Vater hatte sich nach der Pensionierung nach Uslar zurückgezogen, wo dieser nun seine Kindheit verbrachte. Nach dem Tod des Vaters kehrte die Mutter jedoch nach Braunschweig zurück, wo Morgenstern 1797 gemeinsam mit seinem Bruder das Katharineum in Braunschweig besuchte. 1802 erreichte er die Prima.
Am 8. März 1803 wurde Morgenstern als Junker bzw. Freikorporal im Regiment des Prinzen Friedrich von Braunschweig eingestellt, setzte aber dennoch seine Studien in Mathematik und Latein sowie in Fortifikation und militärischem Zeichnen erfolgreich fort. Am 3. Februar 1804 avancierte er zum Fähnrich. Trotz der Neutralität Braunschweigs geriet Morgenstern gemeinsam mit seinem Bruder und 35 weiteren braunschweigischen Offizieren am 26. Oktober 1807 in französische Gefangenschaft in Metz.
Am 3. Juli 1808 wurde Morgenstern schließlich als Sous-Lieutenant beim westfälischen 2. Linien Infanterieregiment in Braunschweig eingestellt. Gegen Ende des Jahres erfolgte die Verlegung nach Kassel und 1809 der Feldzug in Spanien. Hier wurde Morgenstern am 8. Juli 1809 vor Fort Montjouy, Gerona verwundet. Sein Aufstieg im Rang verlief, wohl auch angesichts der Verluste im Felde, recht zügig. So avancierte er am 15. August 1809 zum Premierlieutenant, am 6. Januar 1810 zum Adjutant-Major und am 19. November 1810 zum Kapitän. An Ostern 1811 wurde Morgenstern Führer der 3. Kompanie und nahm auf dieser Stelle 1812 am Feldzug in Russland bis 1813 teil. Von 23.000 Westfalen kehrten als geschlossene Formation lediglich eine 50 Mann starke Kompagnie über die Beresina zurück, Morgenstern war einer davon. Zurück in Kassel erhielt er die 2. Grenadier-Kompanie, mit der er im Juni 1813 auf Torgau, dann im September weiter nach Dresden abmarschierte. Am 11. November 1813 kapitulierte Dresden, woraufhin die Rheinbundstruppen und damit auch Morgenstern in die Heimat entlassen wurden.
Am 25. November 1813 fand Morgenstern Anstellung als Leutnant im braunschweigischen leichten Infanterieregiment, wurde am 1. Januar 1814 zum 2. leichten Bataillon dirigiert, avancierte am 3. Januar 1814 erneut zum Kapitän und wechselte am 14. Januar 1814 als Kompaniechef zum 3. leichten Bataillon. Als Adjutant stand er ab dem 6. März 1814 bei der Linien Brigade und ab 21. Juli 1814 bei der leichten Brigade.
Den Feldzug 1815 bestritt Morgenstern in braunschweigischen Diensten als Adjutant bei General Olfermann. Bei Waterloo wurde er am 18. Juni 1815 schwer verwundet. Am 3. Februar 1816 wurde er Korps-Adjutant und am 3. Mai 1816 in Infanterieregiment einrangiert um am 1. Dezember 1823 erneut die Stelle des Korps-Adjutanten zu besetzen. Seine Beförderung zum Major und Ernennung zum Kommandanten des 2. Bataillons erfolgte am 21. Oktober 1830.
In den 30er Jahren gründete Morgenstern die Regimentsbibliothek, die er fortan auch verwaltete. Nachdem er um 1836 durch Herzog Wilhelm zum Dekan des Cyriakusstiftes ernannt worden war, konnte er in die Kurie der Prälaten gewählt werden und nahm als militärischer Sachverständiger für 15 Jahre einen Platz in der Landesversammlung ein. Die Einführung der Landwehr, welche jedoch bereits 1855 aus Morgensterns Sicht unglücklich novelliert wurde, war eins seiner großen Verdienste.
Am 9. Oktober 1837 wurde er zum Mitglied des Generalstabs berufen und am 28. September 1841 zum Oberstleutnant befördert, erhielt schließlich am 27. September 1845 den Charakter als Oberst. Seinen Dienst als Direktor des Kriegskollegiums trat Morgenstern am 1. August 1847 an, wurde aber bereits im August 1848 Chef des Kriegsdepartements im Staatsministerium. Die Dimission Morgensterns erfolgte am 1. August 1851.
Seine Ruhestandzeit nutze Morgenstern zur Abfassung seiner viel beachteten Kriegserinnerungen.
Von Morgenstern starb am 6. Dezember 1869 in Harzburg.

## Werk
- Kriegserinnerungen des Obersten Franz Morgenstern aus westfälischer Zeit. 8 Bde. Herausgegeben von Heinrich Meier, Oberst a. D., in Kommission, Julius Zwitzlers Verlag, Wolfenbüttel 1912 (PDF)